# 潟上市マイタウンバス
潟上市マイタウンバス（かたがみしマイタウンバス）は、秋田県潟上市が運行するコミュニティバス。運行は秋田中央トランスポート（秋田中央交通系列の分離子会社）に委託している。

## 概要

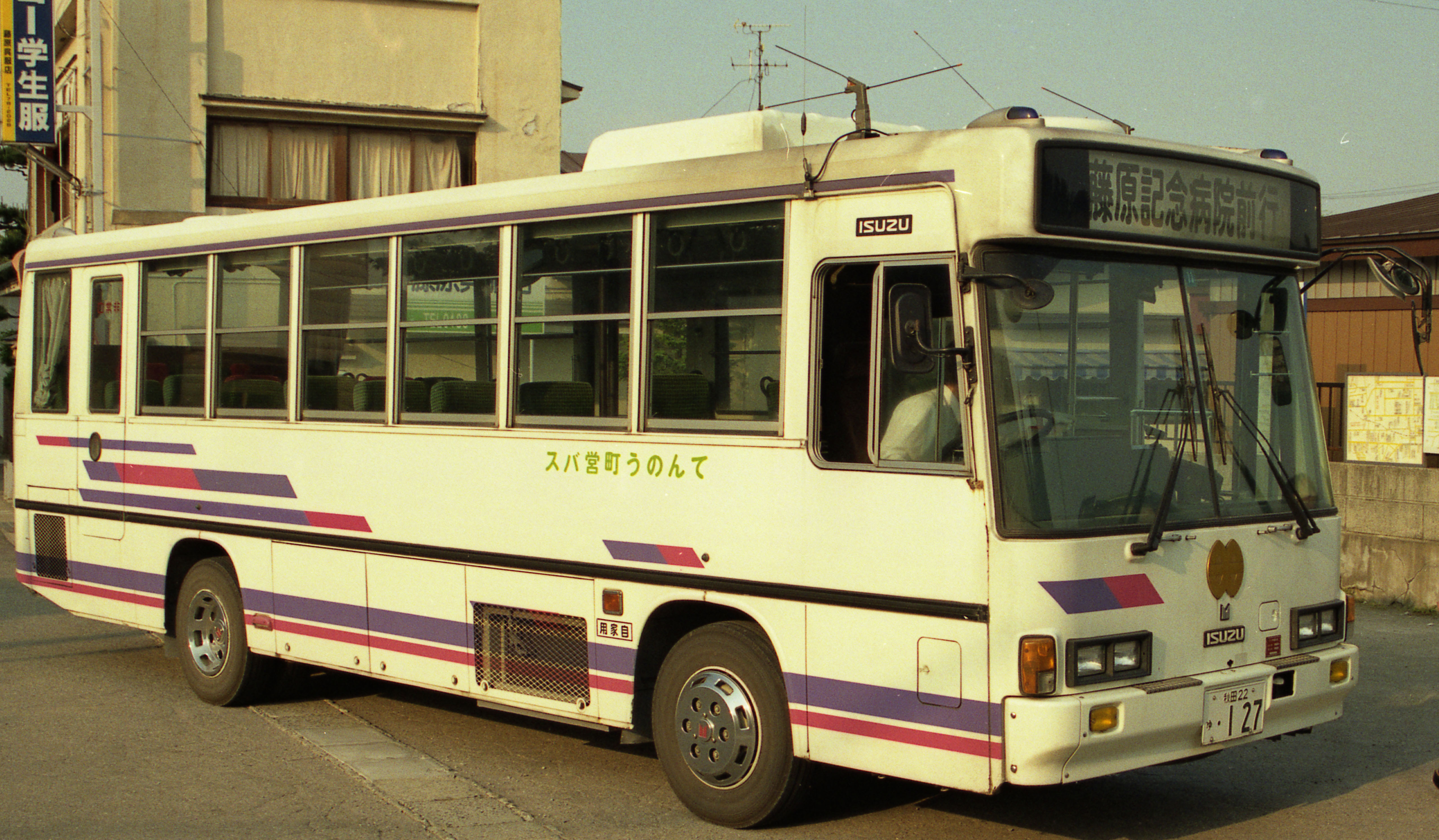
天王町営バス当時の車両

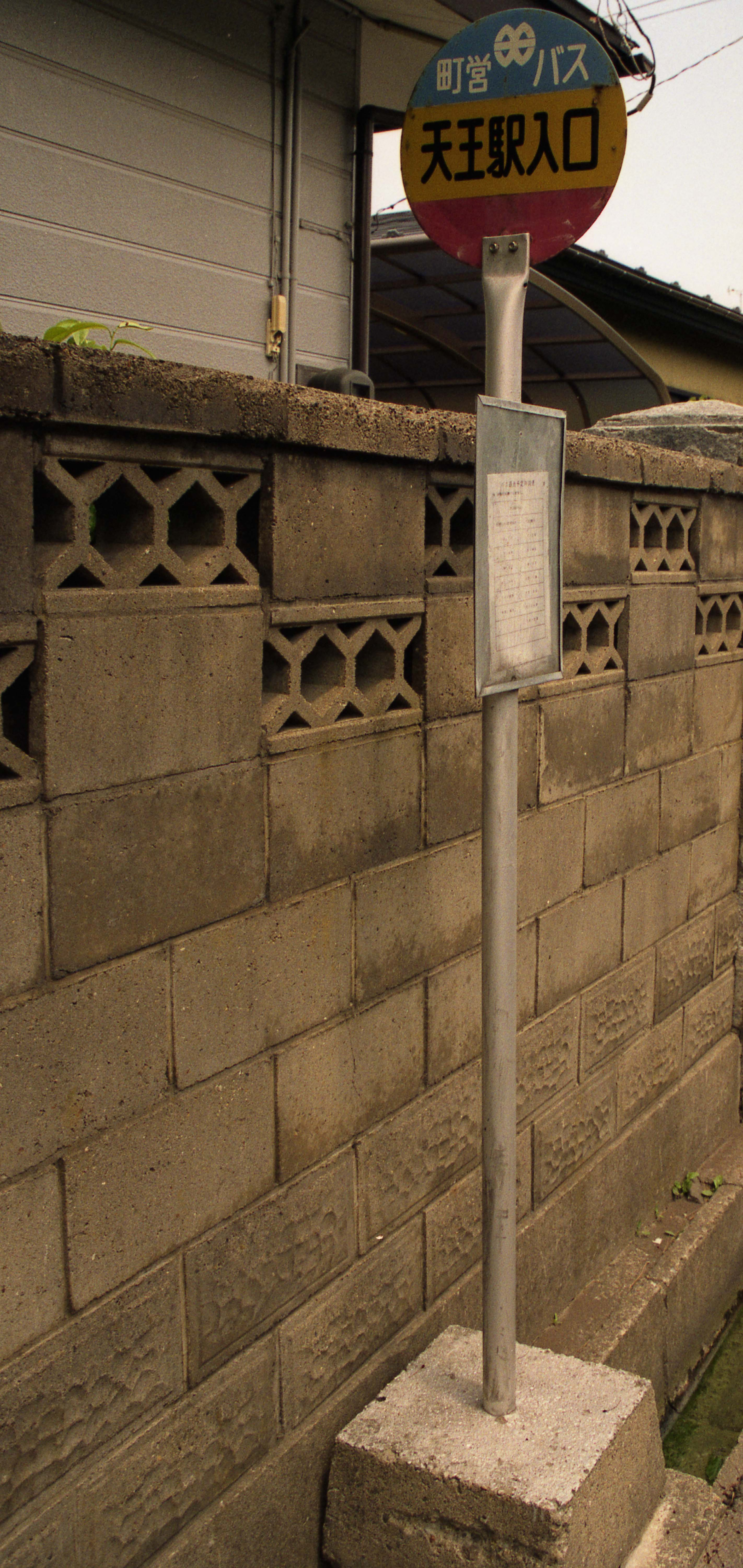
天王町営バス当時のバス停

かつて秋田中央交通で運行していた塩口線を旧天王町が「天王マイタウンバス」として、豊川線・野村大清水線を旧昭和町が町営バスとして廃止代替バスを運行。その後2005年（平成17年）の市町村合併の際に、潟上市が継承。運行は秋田中央トランスポートに委託されているが、車両は日野・ポンチョが使われている。

## 運賃・運行内容
- 運賃は1回利用100円（子どもは50円）。
- 身体障害者手帳・療育手帳・精神障害者保健福祉手帳の提示で無料。
- 専用回数乗車券があり、秋田中央交通回数乗車券も使用可能[2]。
- 日曜日・祝日は運休。
- 一部区間でフリー乗降区間を設けている。

## 沿革
- 1984年（昭和59年）5月1日 - 秋田中央交通の塩口線の廃止により、天王町が廃止代替バス「天王町営バス」を運行開始[3]。
- 2002年（平成14年）11月1日 - 「天王町営バス」を「天王マイタウンバス」へ移行。同時に運行形態を80条バスから秋田中央交通への委託へ変更[4]。
- 2005年（平成17年）3月22日 - 潟上市発足に伴い、天王町および昭和町が運行していた廃止代替バスを「潟上市マイタウンバス」として引き継ぐ。
- 2009年（平成21年）4月1日 - 路線・便数改正[5]。
  - 二田・大久保線を新設。代わりに既存路線は減便。
  - 塩口線は、道の駅てんのう（天王グリーンランド）に乗り入れなくなる。
  - 多区間制だった昭和地区2路線（豊川・野村線、豊川・大清水線）の運賃を、天王地区に合わせて均一化。
  - 秋田中央交通船川線・追分線・五城目線のうち潟上市内の区間で乗降した場合に限りマイタウンバスと同じ運賃を適用できる割引利用券の発行開始。
- 2010年（平成22年）4月1日 - 秋田中央交通船川線の廃止に伴い天王グリーンランド線を新設[6]。
- 2011年（平成23年）4月1日 - 路線改正[7]。5路線10系統。
  - 二田・大久保線を廃止。
  - 豊川・野村線をそれぞれ豊川線、野村線に分割新設。
  - 豊川・大清水線を廃止し大清水線を新設。
  - 天王グリーンランド線を分割し、ブルーメッセあきた発着便を天王グリーンランド線①、既存を路線を天王グリーンランド線②として新設・増便。
  - 塩口線を湖岸・二田方面経由し、天王グリーンランドまで乗り入れするように路線変更。
  - 塩口線・豊川線・野村線にフリー乗降区間を設置。
- 2015年（平成27年）5月7日 - 潟上市役所が天王字棒沼台の新庁舎へ移転・稼働開始に伴い路線改正[8]。8路線14系統。
  - 塩口線をそれぞれ塩口・蒲沼線、塩口・二田線に分割新設・増便。
  - 天王グリーンランド線①を廃止し、大久保・飯田川線を新設・増便。
  - 天王グリーンランド線②をそれぞれ江川・二田線、江川・蒲沼線に分割新設・増便。
  - 野村線・大清水線を減便。
  - 豊川線の便数調整。
- 2016年（平成28年）4月 - 車両更新し現行の日野・ポンチョになる[9]。
- 2018年（平成30年）4月1日 - 運賃が大人150円から100円、子供80円から50円に変更[10]。
- 2019年（令和元年）10月1日 - 路線改正[11]。7路線12系統。
  - 塩口・二田線を塩口・蒲沼線に統合。
  - 江川・蒲沼線を江川・二田線に統合。
  - 出戸・追分線を新設・実証運行開始。
- 2020年（令和2年）10月1日 - 出戸・追分線の本格運行開始[12]。
- 2021年（令和3年）10月1日 - 野村線・大清水線を大久保・飯田川線に統合[13]。

## 現行の路線
現在運行されている路線は5路線でそれぞれ1日4～7便運行されている。

### 塩口・蒲沼線
（2015年（平成27年）～・一部の便は二田駅発着もしくは通過・フリー乗降区間：神明社前 ～ 二田入口）
- 天王橋 - 天王駅入口 - 神明社前 - 塩口 - 渋谷下丁 - 渋谷上丁 - BGセンター西入口 - 野沢 - 中羽立 - 羽立下丁 - 羽立中丁 - 羽立上丁 - BGセンター東入口 - 野沢 - 大崎下丁 - 大崎上丁 - ニッポ電工前 - 二田入口 - 天王郵便局前 - 二田駅 - 二田駅入口 - テラタ前 - 藤原記念病院前 - 二田新町上丁 - ひかり団地入口 - 蒲沼下丁 - 蒲沼 - 蒲沼上丁 - 天王グリーンランド前 - 潟上市役所

### 江川・二田線
（2015年（平成27年）～・フリー乗降区間：外山書店前 ～ 鶴沼台）
- 天王橋 - 八坂神社前 - 下曲町 - 上曲町 - 江川下丁 - 江川 - 江川上丁 - テラタ前 - 二田駅入口 - 天王郵便局前 - 外山書店前 - 二田二区 - 石井鉄工所前 - 二田神社前 - 二田三区 - 上二田駅入口 - 二田四区 - 鶴沼台 - 松恵苑入口 - 天王グリーンランド前 - 潟上市役所

### 大久保・飯田川線
（2015年（平成27年）～・一部の便は大久保駅前～フカイ工業団地入口発着、大郷守～大清水北野～大清水間通過・フリー乗降区間：大久保下丁 ～ 工業団地入口）
- メルシティ潟上 - 飯塚下丁 - ブルーホール - 飯塚上丁 - 宮下会館前 - 三浦酒店前 - 淡路文具前 - 飯田川出張所前 - 虻川下丁 - 虻川中丁 - 虻川上丁 - 大久保駅前 - 大久保駅入口 - 小玉医院前 - 大久保上丁 - 大久保下丁 - 大豊小学校 - 新関 - 住吉前 - 天神下上丁 - 天神下 - 大郷守 - 大郷守上丁 - 大清水 - 金足西小前 - 佛所護念会前 - 大清水北野（折り返し） - 佛所護念会前 - 金足西小前 - 大清水 - 大郷守上丁 - 大郷守 - 天神下入口 - 杉山病院入口 - 出水 - 下谷地 - 野村上丁 - 野村中丁 - 野村下丁 - 工業団地入口 - フカイ工業前 - 秋印前 - 松恵苑入口 - 天王グリーンランド前 - 潟上市役所

### 豊川線
（2011年（平成23年）～・一部の便は小玉医院発着・フリー乗降区間：古井内上丁 ～ 昭和出張所前）
- 古井内上丁 - 古井内下丁 - 新所 - 山岸 - 仁山 - 長福寺前 - 小泉 - 羽白目 - 岡井戸 - 船橋 - 多目的交流施設前 - 槻木下丁 - 槻木上丁 - 荒長根入口 - 竜毛沖村 - ブルーメッセあきた - 山田入口 - わかば園前 - 昭和出張所前 - 秋田銀行大久保支店前 - 大久保駅前 - 大久保駅入口 - 小玉病院 - 元木 - 乱橋入口 - 阿弥陀堂前 - 乱橋農村広場

### 出戸・追分線
（2019年（令和元年）～）
- 潟上市役所 - 天王グリーンランド前 - 松恵苑入口 - グリーンヒルズ天王 - 上狼緑 - 細谷 - 山本精機前 - 出戸新町下 - 出戸診療所前 - 出戸新町運動公園前 - 出戸新町中 - 出戸新町上 - 三軒家下 - 三軒家上 - 天王南中学校 - 上北野 - 長沼団地入口 - 長沼団地 - 追分出張所前 - 長沼団地 - 長沼団地入口 - 秋田西高入口 - 追分西 - 追分小学校入口 - 追分幼稚園前 - 追分駅入口

## 過去の路線

### 旧天王町地区
- 天王町営バス（1984年（昭和59年）～2005年（平成17年）
  - 藤原記念病院 - 二田駅 - 大崎上丁 - 野沢 - 中羽立 - 渋谷上丁 - 塩口 - 天王駅入口 - 天王橋

- 天王グリーンランド線（2010年（平成22年）～2011年（平成23年））
  - 天王グリーンランド - 蒲沼 - 二田中間 - 藤原記念病院 - 二田 - 江川 - 東湖幼稚園 - 天王橋

- 天王グリーンランド線①（2011年（平成23年）～2015年（平成27年））
  - 天王グリーンランド - 野村上丁 - 天神下 - 新関 - 小玉医院 - 大久保駅 - ブルーメッセあきた
- 天王グリーンランド線②（2011年（平成23年）～2015年（平成27年））
  - 天王グリーンランド - 蒲沼 - ひかり団地入口 - 藤原記念病院 - 二田新町下丁 - 江川 - 下曲町 - 天王橋
- 塩口線（2002年（平成14年）～2015年（平成27年）)
  - 天王グリーンランド - 鶴沼台 - 上二田駅入口 - 二田神社 - 二田駅 - 藤原記念病院前 - 二田駅 - ニツボ電工 - 大崎上丁 - 野沢 - 中羽立 - 渋谷上丁 - 塩口 - 天王駅入口 - 天王橋
- 塩口・二田線（2015年（平成27年）～2019年（令和元年））
  - 天王橋 - 湖岸地区 - 二田地区 - 鶴沼台 - 市役所
- 江川・蒲沼線（2015年（平成27年）～2019年（令和元年））
  - 天王橋 - 江川 - 藤原記念病院前 - 蒲沼 - 市役所

### 旧昭和町地区
- 豊川・野村線（2002年（平成14年）～2011年（平成23年））
  - 研修センター前 - 野村上丁 - 出水 - 天神下 - 新開 - 大久保小学校 - 小玉医院 - 大久保駅前 - 山田入口 - 豊川小 - 小泉 - 山岸 - 古井内上丁
- 豊川・大清水線（2002年（平成14年）～2011年（平成23年）、火曜日・金曜日のみ運行）
  - 研修センター前 - 野村上丁 - 大郷守 - 大清水野村（折返） - 大郷守 - 天神下 - 新開 - 大久保駅前 - 古井内上丁
- 大清水線（2011年（平成23年）～2021年（令和3年）、火曜日・金曜日のみ運行)
  - 大清水北野 - 大清水 - 大郷守 - 天神下 - 新開 - 大久保駅前
- 野村線（2011年（平成23年）～2021年（令和3年））
  - 大久保駅前 - 小玉医院 - 大久保小学校 - 新開 - 天神下 - 出水 - 野村上丁 - 研修センター前

### 天王・二田 - 昭和・大久保間
- 二田・大久保線（2009年（平成21年）～2011年（平成23年））
  - 藤原記念病院前 - 二田駅 - 二田神社 - 上二田駅入口 - 鶴沼台 - 天王グリーンランド - 工業団地 - 野村上丁 - 出水 - 天神下 - 新関 - 小玉医院 - 大久保駅 - 山田入口 - ブルーメッセあきた